# Wia van Dijk
Wytske (Wia) van Dijk (Assen, 27 augustus 1954) is een Nederlandse beeldhouwer en schilder.

## Leven en werk
Van Dijk volgde van 1978 tot 1983 een opleiding aan de Academie Minerva in Groningen. In 1985 ontving zij de Stimuleringsprijs van de Raad van de kunst van Amsterdam. Vooral in haar ruimtelijke werken zoekt zij naar vormen in het grensgebied tussen de figuratieve- en abstracte kunst, kleurvariaties spelen daarbij een grote rol.
De kunstenares woont en werkt in de stad Groningen.

## Werken (selectie)
- 1993: Noorderzon, Assen
- 1994: Zon en maan, Groningen
- 1997: De rode draad, bij de Groninger Archieven in Groningen.
- 2000: Levensboom, Loppersum
- 2005: De twaalf gouden uilen van Pallas Athena, Groningen. Onderdeel van het kunstproject Kennisjaren 1994-2014
- 2007: Opborrelende gedachten en de zes gouden kussens, Zuidhorn